# Pericallia rudis
Pericallia rudis är en fjärilsart som beskrevs av Walker 1864. Pericallia rudis ingår i släktet Pericallia och familjen björnspinnare. Inga underarter finns listade i Catalogue of Life.